# 白川口站
白川口站（日语：／ Shirakawaguchi eki */?）是位於岐阜縣加茂郡白川町坂之東6988號，東海旅客鐵道（JR東海）的高山本線車站。
部分特急「（Wide View）飛驒」停靠此站。

## 歷史
- 1926年（大正15年）3月15日 - 高山線（在1934年改名為高山本線）上麻生站至此站之間開通，此站啟用。為旅客和貨物車站。
- 1928年（昭和3年）3月21日 - 高山線此站至飛驒金山站之間開通。
- 1973年（昭和48年）4月20日 - 結束貨物起卸業務。
- 1987年（昭和62年）4月1日 - 伴隨國鐵分割民營化，車站由東海旅客鐵道（JR東海）營運。
- 1992年（平成4年）11月 - 綠色窗口開始營業[2]。
- 2012年（平成24年）4月1日 - 此站成為簡易委託車站。委托白川町負責車站業務[3]。

## 車站構造
車站是一座地面車站，設有2面3線混合式月台，可進行列車交會。1號月台為上行本線，2號月台為下行本線。各月台之間設有跨線橋連接。
隨著車站成為簡易委託，車站大樓進行了翻新工程。在2009年，KIOSK一度關閉，直至大樓翻新完成後重開（但是，重開後的商店可售賣白川町的特產、部分甜麵包、飲品和糖果）。於站前設有公廁。
此站是由美濃太田站管理的簡易委託車站，委托白川町負責車站業務。在2012年3月31日前，此站是由東海交通事業管理的業務委託車站，當時此站設有綠色窗口。
在成為簡易委託車站後，此站仍然設有MARS終端。由於綠色窗口中不可使用信用卡和不可領取Express預約中預約的車票等限制，因此不可當作為一個正式的綠色窗口，在時間表中沒有標示此站設有綠色窗口。

### 月台
| 月台 | 路線     | 上下行 | 方向               | 備註                     |
| ---- | -------- | ------ | ------------------ | ------------------------ |
| 1    | 高山本線 | 上行   | 美濃太田、岐阜方向 |                          |
| 2    | 高山本線 | 下行   | 下呂、高山方向     |                          |
| 3    | 高山本線 | 下行   | 下呂、高山方向     | 待避列車使用             |
| 3    | 高山本線 | 上行   | 美濃太田、岐阜方向 | 待避、從此站出發列車使用 |

## 使用狀況
根據「岐阜縣統計書」，以下為1日平均乘車人次列表：
| 年度   | 1日平均 乘車人次 |
| ------ | ---------------- |
| 2005年 | 322              |
| 2007年 | 297              |
| 2008年 | 267              |
| 2009年 | 253              |
| 2010年 | 230              |
| 2011年 | 218              |
| 2012年 | 199              |
| 2013年 | 192              |
| 2014年 | 184              |
| 2015年 | 186              |
| 2016年 | 203              |
| 2017年 | 182              |

## 車站周邊
車站位於白川町中心，在飛驒川對面岸設有坂之東地區。
- 白川町公所
- 白川溫泉（日语：白川温泉 (岐阜県)）
- 飛水峽（日语：飛水峡）
- 天心白菊之塔（在1968年發生飛驒川巴士墜落事故的慰靈碑）
- 第一飛驒川橋樑（日语：第一飛騨川橋梁）（在白川口站前的國道41號以北約2公里處的鐵橋。在高山本線其中一處拍攝鐵路（日语：鉄道撮影）的著名地點）
- 白川橋（日语：白川橋 (飛騨川)）
- 大垣共立銀行（日语：大垣共立銀行）白川口分店
- 東濃信用金庫（日语：東濃信用金庫）白川分店
- 舊岐阜縣立白川高等學校（日语：岐阜県立白川高等学校）
- 白川町立白川中學

## 相鄰車站
東海旅客鐵道（JR東海）
 高山本線
- 部分特急「（Wide View）飛驒」停車站

上麻生－（飛水峽信號站）－白川口－（鷲原信號站）－下油井

## 注腳
1. ↑  JR東海移動等便利化取組報告書
2. ↑  JR時間表1992年11月號、12月號
3. 1 2  JR定期券・切符は、ぜひ白川口駅でお求めください!! （页面存档备份，存于）（日語） - 白川町官網 2012年3月2日 更新
4. ↑  《JR時間表 2018年10月》中的索引地圖
5. 1 2  採用車站時間表的方向資訊。詳情參見JR東海官方網站的各站時間表 （页面存档备份，存于）（截至2015年1月）。